# Scusate il ritardo
Scusate il ritardo è un film del 1983 diretto e interpretato da Massimo Troisi.
Il titolo del film è un riferimento sia al tempo trascorso dal film precedente (Ricomincio da tre, del 1981) sia ai diversi tempi dell'amore e alla non sincronia dei rapporti di coppia.
Il film incassò 3 miliardi e mezzo di lire al botteghino.

## Trama
Napoli. Vincenzo è un giovane disoccupato la cui esistenza è priva di stimoli, dettata dalla pigrizia, dalla noia e dall'ipocondria. A differenza della madre Assunta, impegnata da quelle faccende domestiche che lo scocciano perennemente, della sorella Patrizia, sposata e con figlia a carico, e del fratello Alfredo, attore sempre in giro nei suoi spettacoli teatrali, Vincenzo sfugge a qualsiasi tipo di compito o responsabilità, anche a livello umano. Quest'ultimo aspetto si manifesta particolarmente nei confronti del suo amico Tonino, che cerca in lui una spalla sulla quale piangere dopo essere stato lasciato dalla fidanzata, trovando però soltanto risposte banali e indecise, e un'apparente compassione che a malapena cela l'indifferenza.
L'occasione di una svolta per Vincenzo potrebbe arrivare dall'incontro con Anna, una vecchia compagna di scuola di Patrizia conosciuta in occasione del funerale di un loro parente. Dopo un timido approccio, tra i due incomincia una relazione nella quale tuttavia chi sembra gettarsi più a capofitto è lei, desiderosa di amore e dolcezza dopo un'esperienza sentimentale finita male. Vincenzo al contrario non pare vivere la storia con lo stesso coinvolgimento passionale della sua ragazza, proprio perché non cancella i suoi cronici difetti. E si mostra scontroso e indolente agli occhi di Anna in una varietà di situazioni, specie quando Tonino, sempre più depresso, nasconde a stento le sue intenzioni suicide recandosi a tarda sera in una stazione ferroviaria nella quale rimane sotto la pioggia pensando al gesto di buttarsi sotto un treno, per di più con un coltello a scatto in tasca.
Anna comincia a non sopportare la mancanza di attenzione e di premure di Vincenzo nei suoi confronti, si sente priva di comprensione, non vede complicità. Il culmine viene raggiunto quando una domenica pomeriggio, mentre i due sono a letto, lui accende casualmente la radio e, alla notizia del clamoroso vantaggio del Cesena sul Napoli, sembra mostrare più interesse per la sua squadra del cuore che non per le perplessità che Anna sta esprimendogli sulla loro relazione. La giovane decide così di lasciarlo, e di lasciare anche Napoli per tornare a lavorare a Perugia, da dove era andata via per riabbracciare i suoi genitori. Lui, resosi conto per la prima volta di cosa stia davvero perdendo, cerca di impedire quella fine, sicché Anna gli propone una pausa di riflessione di un mese. Mentre lui cade in preda allo sconforto, Tonino appare miracolosamente rinfrancato dall'aver trovato una nuova ragazza. E, mostrando molta più umanità di quanta non ne abbia avuta a suo tempo l'amico, sarà proprio lui a convincere Anna a tornare da Vincenzo. Il quale, malgrado lo faccia come suo solito senza alcuna convinzione, chiede ad Anna di restare nella sua vita.

## Riprese
La stazione nella quale si svolge una scena del film è quella di Giugliano-Qualiano, mentre le scale che fanno da cornice ad alcuni dialoghi tra Vincenzo e Tonino sono situate a Napoli, in via Andrea Mariconda ora "Scale Massimo Troisi"  nel quartiere Chiaia.

## Riconoscimenti
Il secondo film di Troisi riesce a ottenere numerosi premi tra cui il David di Donatello (1983) per il miglior attore non protagonista a Lello Arena e anche per la migliore attrice non protagonista a Lina Polito.
Troisi si aggiudica la Maschera d'Argento, il Premio UBU, il Biglietto d'oro per l'incasso della stagione 1982-1983 e il Premio De Sica.

## Edizioni home video
Il film di Troisi è stato riproposto al pubblico in versione DVD nel 2003, con i seguenti contenuti speciali:
- biografia degli attori principali;
- biografia del regista.